# Bohuslav Martinů

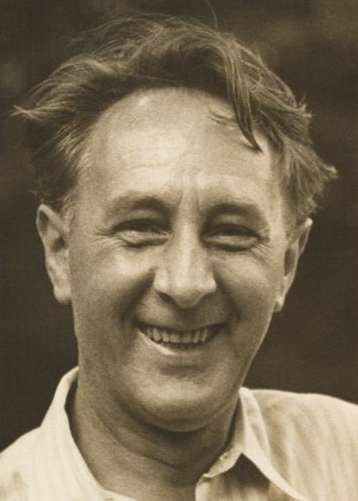
Bohuslav Martinů, 1942.

Bohuslav Martinů (pronúncia local: [ˈboɦuslaf ˈmarcɪnu] (escutarⓘ); Polička, 8 de dezembro, 1890 –Listal, Basileia, 28 de agosto de 1959) foi um prolífico compositor checo. Martinu era um compositor muito conhecido naquela época.
Compôs seis sinfonias, 15 óperas, 12 ballets e uma grande quantidade de obras orquestrais e camerísticas, peças para instrumentos solo e vocais. No total, escreveu mais de 400 obras.
Martinů era violinista da  Filarmônica Checa e professor de música em sua cidade natal. Em 1923, deixou a Tchecoslováquia para residir em Paris e deliberadamente abandonou o estilo romântico no qual havia sido formado. Nos anos  1930, experimentou o expressionismo e o construtivismo, tornando-se um admirador dos desenvolvimentos técnicos europeus que aconteciam à época, o que pode ser observado em seus trabalhos orquestrais Half-time e La Bagarre. Também incorporou expressões  jazzísticas, como ocorre em Kuchyňské revue ("Revista de cozinha"), por exemplo.

## Obras

### Sinfonias
- 1942 Sinfonia  n° 1, H 289
- 1943 Sinfonia  n° 2, H 295
- 1944 Sinfonia n° 3, H 299
- 1945 Sinfonia  n° 4, H 305
- 1946 Sinfonia  n° 5, H 310
- 1953 Sinfonia  n° 6, H 343 (fantasias Sinfónicas) (Paris, Nova Iorque)

### Concertos

#### Piano
- 1938 Concertino para piano e orquestra - H. 269 - Paris
- 1925 Concerto para piano n° 1 in D - H. 149 - Polička
- 1934 Concerto para piano n° 2 - H. 237 - Paris (Malakoff)
- 1948 Concerto para piano n° 3 - H. 316 - New York
- 1956 Concerto para piano n° 4 "Incantations" - H. 358 - New York
- 1958 Concerto para piano n° 5 "Fantasia concertante" in B major H.366*Schönenberg/Pratteln
- 1926/28 Divertimento (Concertino) em sol para a mão esquerda de piano e pequena orquestra - H. 173 - Paris

#### Violino
- 1941 'Concerto da Camera' para violino orquestra de cordas com piano e percussão H. 285 - Edgartown, Mass.
- 1933 Concerto para violino n° - H. 226 - Paris
- 1943 Concerto para piano n° 2 - H. 293 - New York
- 1945 Rapsódia Tcheca para violino e orquestra (ver H. 307) - H. 307 A - Cape Cod, South Orleans, Mass. (USA)
- 1944 Suite Concertante para violino e orquestra em lá maior - 276 (2 versões). 1ª versão: Paris; 2ª versão: Nova York

#### Violoncelo
- 1930 Concerto para violoncelo n° 1 - Polička (1939 Paris, 1955 Nice)
- 1945 Concerto para violoncelo n° 2 - Nova York

#### Diversos
- 1935 Concerto para cravo e pequena orquestra - Paris
- 1955 Concerto para oboé  - Nice
- 1952 Concerto rapsódia, para viola e orquestra - Nova York

- 1931 Concerto para quarteto de cordas e orquestra - Paris
- 1933 Concertino para piano trio (violino, cello e piano) e orquestra de cordas - Paris
- 1936 Concerto para flauta, violino e orquestra - Paris
- 1949 Sinfonia Concertante para violino, cello, oboé, fagote, orquestra, piano - Nova York
- 1952 Concerto rapsódia, para viola e orquestra - Nova York
- 1953 Concerto para violino, piano e orquestra - Nova York
- 1943 Concerto para dois pianos e orquestra - Nova York
- 1950 Concerto para dois violinos e orquestra em ré - Nova York

#### Vocal
- 1939 Polní mše (Field Mass), cantata
- 1955 Gilgameš (The Epic of Gilgamesh), cantata
- 1955 Otvírání studánek (The Opening of the Wells), cantata
- 1956 Legenda z dýmu bramborové nati, cantata
- 1957 Romance z pampelišek, cantata

#### Óperas
| ano       | título                                                                         | actos  | estréia                                                             | libretto                                                  |
| 1926-1927 | Voják a tanečnice (Soldado e dançarino), H 162                                 | 3-atos | 1928, Brno                                                          | J.L. Budín, pseudónimo de Jan Löwenbach (1880-1972)       |
| 1928      | Les larmes du couteau (As lágrimas da faca), H 169                             | 1--ato | 1969, Brno                                                          | Georges Ribemont-Dessaignes                               |
| 1928-1929 | Les Trois Souhaits (Três desejos ou Inconstância da vida) (filme-ópera), H 175 | 3-atos | 1971, Brno                                                          | Georges Ribemont-Dessaignes                               |
| 1929 1931 | Le jour de bonté (O dia de bondade), H 194 Der Wohltätigkeitstag               | 3-atos | 2003 České Budějovice 1931, Paris                                   | Georges Ribemont-Dessaignes                               |
| 1933-1934 | Hry o Marii (Os milagres de Maria), H 236                                      | 4-atos | 1935, Brno                                                          | Vítězslav Nezval, Henri Ghéon, Vilém Závada, Julius Zeyer |
| 1935      | Hlas lesa (The Voice of the Forest) (rádio-ópera), H 243                       | 1--ato | 1935, Praga                                                         | Vítězslav Nezval                                          |
| 1935      | Veselohra na mostě (Comédia na ponte) (rádio-ópera), H 247                     | 1--ato | 1937, Praga                                                         | Václav Kliment Klicpera                                   |
| 1936      | Divadlo za bránou (Teatro atrás do portão), H 251                              | 3-atos | 1936, Brno                                                          | Leo Štraus, Jean-Gaspard Debureau, Molière                |
| 1937      | Julietta (Julietta (The key to Dreams), H 253                                  | 3-atos | 1938, Ópera Nacional de Praga                                       | Snář, pseudónimo de Traumbuch; Georges Neveux             |
| 1937      | Alexandre bis (Alexander Twice), H 255                                         | 1--ato | 1964, Mannheim                                                      | André Wurmser                                             |
| 1951-1952 | What Men Live by, H 336                                                        | 1--ato | 1953, New York                                                      | Leo Tolstoi                                               |
| 1952      | The Marriage, H 341                                                            | 1--ato | 1953, New York, NBC Ópera televisionada; 1954, Hamburger Staatsoper | Nikolaj Gogol                                             |
| 1953      | Plainte contre inconnu (Acusação contra o desconhecido), H 344                 | 3-atos | fragmento                                                           | Georges Neveux                                            |
| 1953-1954 | Mirandolina, H 346                                                             | 3-atos | 1959, Praga, Teatro Smetana                                         | Carlo Goldoni                                             |
| 1954-1957 | Die Griechische Passion (A paixão grega) H 372                                 | 4-atos | 1999, Bregenz                                                       | Nikos Kazantzakis                                         |
| 1957-1959 | Die Griechische Passion                                                        | 4-atos | 1961, Zurique                                                       | Nikos Kazantzakis                                         |
| 1958      | Ariane, H 370                                                                  | 1--ato | 1961, Gelsenkirchen                                                 | Georges Neveux «Le Voyage de Thésée»                      |